# 弗格森 (愛荷華州)
弗格森（英語：Ferguson）是一個位於美國愛荷華州馬歇爾縣的城市。

## 地理
弗格森的座標為41°56′15″N 92°51′54″W / 41.93750°N 92.86500°W，而該地的平均海拔高度為284米（即932英尺）。

## 人口
根據2010年美國人口普查的數據，弗格森的面積為0.67平方千米，當中陸地面積為0.67平方千米，而水域面積為0.00平方千米。當地共有人口126人，而人口密度為每平方千米188人。